# Concours d'architecture
Un concours d'architecture est une mise en concurrence, organisée en vue de l'attribution d'un contrat pour des services architecturaux ou afin d'octroyer un prix d'architecture aux projets présentés les plus remarquables, généralement dans le cadre d'une commande publique. 
Ce type de concours peut être destiné à des architectes professionnels ou à des étudiants en architecture et par extension à des paysagistes concepteurs.
Le concours d'architecture, peut parfois n'être qu'un « concours d'idées » sur la seule base d'une « esquisse de programmation ».

## Les critères d'attribution
Ils se fondent généralement sur le respect des consignes définies (maison unifamiliale passive, bâtiment commercial, etc.) et se déterminent selon la qualité du projet proposé.

## Histoire
La notion de concours a plusieurs origines dont celle de donner des prix d'encouragement aux artistes et architectes (prix de Rome par exemple) et une volonté croissante de faire émerger des idées nouvelles et marquantes (durant la révolution française sous l'égide du Conseil des bâtiments civils par exemple ou en Russie pour valoriser l'image d'un gouvernement, d'une révolution avec les mouvements d'avant garde (avec par exemple en Russie « deux premiers grands concours
d'architecture, organisés respectivement sur un ensemble de « maisons ouvrières » et sur un « Palais du Travail » » destinés à être construits dans la capitale Moscou)). Avec le temps et la mondialisation du capitalisme, les concours ont aussi traduit une volonté de mise en concurrence supposée faire baisser les prix. Ces évolutions se sont faites à des vitesses et ampleur variées selon les pays et époques alors que les disciplines de l'architecture, de l'urbanisme et du paysagisme se construisaient peu à peu en intégrant de plus en plus une ingénierie technique, juridique et financière de plus en plus complexe.

## Exemples des concours d'architecture

### Concours pour étudiants en architecture

#### Concours internationaux
- Blue Award (durabilité) : Organisé tous les deux ans, avec le soutien de l’Union internationale des architectes (U.I.A.), par le département de design spatial durable de l’Université de technologie de Vienne, afin de mettre en évidence des conceptions architecturales responsables[8],[9].
- Concours international d'architecture de la Fondation Jacques Rougerie : Organisé tous les ans, ce concours récompense les jeunes architectes, ingénieurs et designers de trois prix spécifiques : le prix Innovation et Architecture pour la Mer, le prix Innovation et Architecture pour l'Espace, et le prix Architecture et Problématique de la Montée du Niveau des Océans[10] ;
- Concours Europan, concours d'idées d'architecture et d'urbanisme organisé tous les deux ans, ouvert aux professionnels européens[11] ;
- Concours Prix Tony Garnier de l'Académie d'Architecture. Le concours annuel d'urbanisme et d'architecture urbaine ouvert aux urbanistes, aux architectes, aux paysagistes diplômés depuis moins de 5 ans et aux étudiants de dernière année de ces formations. Étude globale d'une question urbaine d'actualité, projet d'application et stratégie opérationnelle.